# 可児警察署
可児警察署（かにけいさつしょ）は、岐阜県警察が管轄する警察署の一つである。

## 所在地
- 岐阜県可児市中恵土2313番地2

## 管轄区域
- 可児市
- 可児郡御嵩町

## 沿革
- 1873年（明治6年） - 第26番取締局（伏見取締局）が設置される。
- 1874年（明治7年）- 第25番屯所と改称される。
- 1877年（明治10年）- 御嵩警察署伏見分署となる。
- 1889年（明治12年）- 御嵩警察署となる[1]。
- 1948年（昭和23年）- 警察制度改正により国家地方警察可児地区警察署と改称。
- 1954年（昭和29年）7月1日- 警察制度改正により岐阜県御嵩警察署と改称。
- 1985年（昭和60年）7月1日- 岐阜県可児警察署に改称し、現在地に移転。跡地には御嵩交番が建てられた。

## 組織
- 会計課 - 会計係
- 警務課 - 警務係、相談係
- 留置管理課 - 留置管理係
- 生活安全課 - 生活安全総務係、生活安全捜査係
- 地域課 - 地域係、通信指令係、機動警ら係
- 刑事課 - 捜査庶務係、強行犯係、盗犯係、鑑識係、知能・組織犯罪・国際捜査係
- 交通課 - 交通総務係、交通指導係、交通捜査係
- 警備課 - 警備係

## 交番
（ ）の中は所在地。

### 可児市
- 署所在地交番（可児市中恵土2313番地2 可児警察署内）
- 西可児交番（可児市帷子新町2丁目100番地）
- 東可児交番（可児市皐ヶ丘8丁目2番地）
- 今渡交番（可児市今渡2701番地2）
- 土田交番（可児市土田5502番地3）

### 御嵩町
- 御嵩交番（可児郡御嵩町御嵩1241番地2）

## 警察官駐在所
（ ）の中は所在地。

### 可児市
- 久々利警察官駐在所（可児市久々利930番地1）
- 春里警察官駐在所（可児市矢戸200番地2）
- 兼山警察官駐在所（可児市兼山668番地2）